# سان سباستيان غيبوثكوا بي سي
سان سباستيان غيبوثكوا بي سي (بالإنجليزية: San Sebastian Gipuzkoa BC)‏ هو فريق كرة سلة إسباني تأسس في 2001. يلعب في ليغا أيه سي بي.

## وصلات خارجية
- الموقع الإلكتروني